# Liste der Monuments historiques in Kernilis
Die Liste der Monuments historiques in Kernilis führt die Monuments historiques in der französischen Gemeinde Kernilis auf.

## Liste der Objekte
| Bezeichnung                               | Beschreibung                                        | Standort                                    | Kennzeichnung | Schutzstatus | Datum | Bild |
| ----------------------------------------- | --------------------------------------------------- | ------------------------------------------- | ------------- | ------------ | ----- | ---- |
| Koffer für geweihtes Öl                   | Silber, 1779                                        | in der Sakristei der Kirche Ste-Anne (Lage) | PM29000393    | Classé       | 1983  |      |
| Altarkreuz                                | Holz, polychrom gefasst, 17. Jahrhundert            | in der Kirche Ste-Anne (Lage)               | PM29003517    | Inscrit      | 1985  |      |
| Skulptur Erziehung Mariens                | Holz, polychrom gefasst, 17. Jahrhundert            | in der Kirche Ste-Anne (Lage)               | PM29000390    | Classé       | 1983  |      |
| Reliquiar Nr. 4                           | Bronze, versilbert, 19. Jahrhundert                 | in der Kirche Ste-Anne (Lage)               | PM29003464    | Inscrit      | 1982  |      |
| Reliquiar Nr. 5                           | Bronze, emailliert, 19. Jahrhundert                 | in der Kirche Ste-Anne (Lage)               | PM29003465    | Inscrit      | 1982  |      |
| Prozessionsfahne Nr. 2                    | Stoff, 20. Jahrhundert                              | in der Kirche Ste-Anne (Lage)               | PM29003467    | Inscrit      | 1982  |      |
| Skulptur des heiligen Tanguy              | Holz, polychrom gefasst, 17. Jahrhundert            | in der Kirche Ste-Anne (Lage)               | PM29000391    | Classé       | 1983  |      |
| Reliquiar                                 | Holz und Silber, 19. Jahrhundert                    | in der Kirche Ste-Anne (Lage)               | PM29001266    | Classé       | 1990  |      |
| Kelch und Patene                          | Silber, vergoldet, 19. Jahrhundert                  | im Pfarrkirche                              | PM29003452    | Inscrit      | 1982  |      |
| Kelch und Patene                          | Silber, vergoldet und emailliert, 19. Jahrhundert   | in der Kirche Ste-Anne (Lage)               | PM29003454    | Inscrit      | 1982  |      |
| Ziborium Nr. 2                            | Silber, vergoldet, 19. Jahrhundert                  | in der Kirche Ste-Anne (Lage)               | PM29003456    | Inscrit      | 1982  |      |
| Prozessionskreuz Nr. 2                    | Bronze, versilbert, 19. Jahrhundert                 | in der Kirche Ste-Anne (Lage)               | PM29003459    | Inscrit      | 1982  |      |
| Prozessionskreuz Nr. 4                    | Messing, vergoldet, 20. Jahrhundert                 | in der Kirche Ste-Anne (Lage)               | PM29003461    | Inscrit      | 1982  |      |
| Koffer mit geweihtem Öl                   | Zinn, 18. Jahrhundert                               | in der Kirche Ste-Anne (Lage)               | PM29000392    | Classé       | 1983  |      |
| Koffer mit geweihtem Öl                   | Metall, versilbert, 19. Jahrhundert                 | im Pfarrhaus                                | PM29003453    | Inscrit      | 1982  |      |
| Prozessionskreuz Nr. 1                    | Bronze, versilbert, 19. Jahrhundert                 | in der Kirche Ste-Anne (Lage)               | PM29003458    | Inscrit      | 1982  |      |
| Prozessionsfahne Nr. 3                    | Stoff, 20. Jahrhundert                              | in der Kirche Ste-Anne (Lage)               | PM29003468    | Inscrit      | 1982  |      |
| Skulptur der heiligen Haude               | Holz, polychrom gefasst, 17. Jahrhundert            | in der Kirche Ste-Anne (Lage)               | PM29001239    | Classé       | 1983  |      |
| Skulptur Christus am Kreuz                | Holz, polychrom gefasst, 15. Jahrhundert            | in der Kirche Ste-Anne (Lage)               | PM29003515    | Inscrit      | 1985  |      |
| Kelch und Patene                          | Silber, vergoldet, 1780                             | in der Sakristei der Kirche Ste-Anne (Lage) | PM29000387    | Classé       | 1960  |      |
| Altarkreuz                                | Holz und Elfenbein, 17. Jahrhundert                 | in der Kirche Ste-Anne (Lage)               | PM29000388    | Classé       | 1979  |      |
| Skulptur Madonna mit Kind in einer Nische | Stein, 16. Jahrhundert                              | in der Kirche Ste-Anne (Lage)               | PM29000389    | Classé       | 1983  |      |
| Skulptur der heiligen Anastasia           | Holz, polchrom gefasst, Anfang des 19. Jahrhunderts | in der Kirche Ste-Anne (Lage)               | PM29003516    | Inscrit      | 1985  |      |
| Zoborium Nr. 1                            | Bronze, versilbert, 19. Jahrhundert                 | in der Kirche Ste-Anne (Lage)               | PM29003455    | Inscrit      | 1982  |      |
| Monstranz                                 | Silber, vergoldet, 20. Jahrhundert                  | in der Kirche Ste-Anne (Lage)               | PM29003457    | Inscrit      | 1982  |      |
| Prozessionskreuz Nr. 3                    | Bronze, 20. Jahrhundert                             | in der Kirche Ste-Anne (Lage)               | PM29003460    | Inscrit      | 1982  |      |
| Reliquiar Nr. 2                           | Holz, bemalt und vergoldet, 19. Jahrhundert         | in der Kirche Ste-Anne (Lage)               | PM29003462    | Inscrit      | 1982  |      |
| Reliquiar Nr. 3                           | Holz und Glas, 19. Jahrhundert                      | in der Kirche Ste-Anne (Lage)               | PM29003463    | Inscrit      | 1982  |      |
| Retabel                                   | Holz, 17. Jahrhundert                               | in der Kirche Ste-Anne (Lage)               | PM29003466    | Inscrit      | 1982  |      |